# Captain & Tennille
Captain & Tennille bylo americké hudební duo, jež tvořili dřívější manželé Daryl Dragon (* 27. srpna 1942) a Toni Tennillová (* 8. května 1940). Byli představiteli písní soft rockového a popového stylu. Celkem pět jejich alb získalo ocenění zlaté nebo platinové desky. Mezi jejich největší hity patří písně „Love Will Keep Us Together“, „Do That to Me One More Time“, oboje čísla jedna žebříčku Billboard Hot 100, „Lonely Night (angel Face)“, „Muskrat Love“, „The Way I Want to Touch You“ a „Shop Around“. Společnou kariéru pod tímto názvem odstartovali v roce 1973, kdy vydali singl „The Way I Want to Touch You“.

## Diskografie

### Alba
| Rok  | Název                                           | RIAA    | US 200 |
| ---- | ----------------------------------------------- | ------- | ------ |
| 1975 | Love Will Keep Us Together                      | Zlato   | 2      |
| 1976 | Song of Joy                                     | Platina | 9      |
| 1977 | Come in From the Rain                           | Zlato   | 18     |
| 1977 | Greatest Hits                                   | Zlato   | 55     |
| 1978 | Dream                                           |         | 131    |
| 1979 | Make Your Move                                  | Zlato   | 23     |
| 1980 | Keeping Our Love Warm                           |         | —      |
| 1982 | More Than Dancing                               |         | —      |
| 1995 | Twenty Years of Romance                         |         | —      |
| 2001 | Ultimate Collection                             |         | —      |
| 2002 | More Than Dancing … Much More                   |         | —      |
| 2005 | 20th Century Masters: The Millennium Collection |         | —      |
| 2007 | The Secret of Christmas                         |         | —      |